# Guardagujas

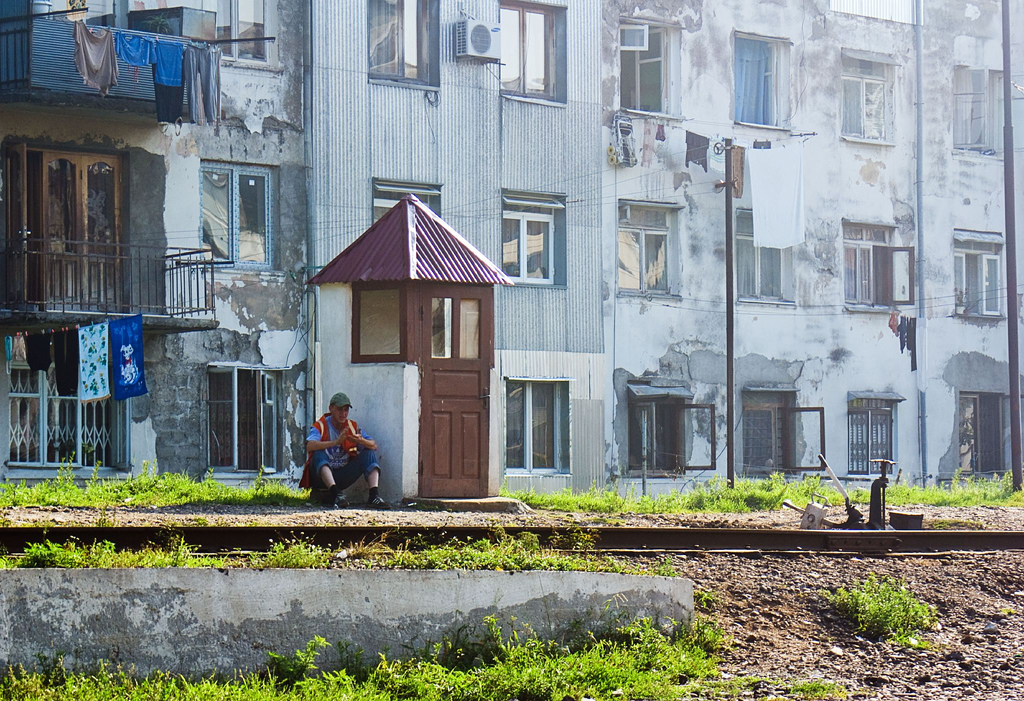
Guardagujas

El guardagujas (o guardavías) es la persona que en los puntos de empalme de los ferrocarriles tiene a su cargo mover las agujas cuando ha de efectuarse un cambio de vía.
Los guardagujas están a las órdenes del jefe de estación en lo que concierne a la maniobra de las agujas y señales. En lo relativo a la conservación del mecanismo, dependen del ingeniero de vía y sus empleados. 
El guardagujas debe avisar a su superior si no funciona bien el cambio y se ocupa de cuidar, limpiar y engrasar el aparato. Tiene un banderín y farol de señales para hacer las convenientes a los empleados del tren, debiendo señalar siempre precaución en el sentido de las puntas de las agujas.